# Olympische Sommerspiele 1992/Teilnehmer (Republik Kongo)
| Gelbes Symbol für Goldmedaillen mit stilisierten Olympischen Ringen | Graues Symbol für Silbermedaillen mit stilisierten Olympischen Ringen | Braundes Symbol für Bronzemedaillen mit stilisierten Olympischen Ringen |
| ------------------------------------------------------------------- | --------------------------------------------------------------------- | ----------------------------------------------------------------------- |
| —                                                                   | —                                                                     | —                                                                       |

Die Republik Kongo nahm an den Olympischen Sommerspielen 1992 in Barcelona, Spanien, mit einer Delegation von sieben Sportlern (sechs Männer und eine Frau) an sieben Wettkämpfen in zwei Sportarten teil. Medaillen konnten keine gewonnen werden. Es war die sechste Teilnahme an Olympischen Sommerspielen für das Land. 

## Teilnehmer nach Sportarten

### Leichtathletik
Damen
- Addo Ndala
  - 400 Meter Hürden

Runde eins: ausgeschieden in Lauf eins, Rennen nicht beendet (DNF)

Herren

4 × 100 Meter Staffel
- Ergebnisse
Runde eins: ausgeschieden in Lauf zwei, 41,26 Sekunden, disqualifiziert
- Mannschaft
Armand Biniakounou
Michael Dzong
Médard Makanga
David Nkoua

Einzel
- Médard Makanga
  - 200 Meter Lauf

Runde eins: ausgeschieden in Lauf eins (Rang sieben), 22,18 Sekunden
  - 400 Meter Lauf

Runde eins: ausgeschieden in Lauf vier (Rang sechs), 48,17 Sekunden

- David Nkoua
  - 100 Meter Lauf

Runde eins: ausgeschieden in Lauf acht (Rang sechs), 10,96 Sekunden

- Symphorien Samba
  - 800 Meter Lauf

Runde eins: ausgeschieden in Lauf eins (Rang sechs), 1:51,75 Minuten

### Schwimmen
Herren
- Gilles Coudray
  - 50 Meter Freistil

Runde eins: ausgeschieden in Lauf eins (Rang vier), 28,11 Sekunden